# Willy Petter
Willy Petter war ein österreichischer Eiskunstläufer, der im Paarlauf startete.
Petter trat im Paarlauf an der Seite von Lilly Gaillard an, nachdem diese sich von ihrem Eiskunstlaufpartner Otto Kaiser getrennt hatte. Petter und Gaillard wurden 1931 und 1932 österreichische Meister. Sie gewannen bei der Europameisterschaft 1931 die Bronzemedaille und wurden 1932 und 1933 Vize-Europameister. Bei ihrer einzigen Weltmeisterschaftsteilnahme verpassten sie mit dem vierten Platz 1931 eine Medaille.
Unter dem Namen Will Petter übernahm er die Karl-Schäfer-Eisrevue nach dem Zweiten Weltkrieg und führte sie als Wiener Eisrevue mit seiner Ehefrau weiter.

## Ergebnisse

### Paarlauf
(mit Lilly Gaillard)
| Wettbewerb / Jahr               | 1931 | 1932 | 1933 |
| ------------------------------- | ---- | ---- | ---- |
| Weltmeisterschaften             | 4.   |      |      |
| Europameisterschaften           | 3.   | 2.   | 2.   |
| Österreichische Meisterschaften | 1.   | 1.   | 2.   |

| Personendaten    | Personendaten                   |
| ---------------- | ------------------------------- |
| NAME             | Petter, Willy                   |
| KURZBESCHREIBUNG | österreichischer Eiskunstläufer |
| GEBURTSDATUM     | 20. Jahrhundert                 |